# ストレイドッグプロモーション
ストレイドッグプロモーション（英: STRAYDOG PROMOTION）は、日本の芸能事務所。テレビ番組・映画等の企画、製作、宣伝、配給、キャスティング他、作家・演出家・脚本家・文化人・スポーツ選手の育成及びマネージメント等も行っている。
”STRAYDOG”としての舞台公演だけでなく、森岡朋奈・里世姉妹と、プロデューサー今森仁美によって結成されたユニット”PapillonPresnts”、歌とダンスとお芝居でみんなを楽しませるジュニア劇団”レモンズカンパニー”としての舞台公演も行っている。

## 来歴
1998年（平成10年）8月17日創立。劇団ストレイドッグから分離独立し誕生。

## 住所
東京都OFFICE - STRAYDOG ストレイドッグ

## 所属タレント
- 森岡利行
- 柴田明良
- 重松隆志
- 那波隆史
- 中原和宏
- 酒井健太郎
- 佐藤仁
- RIA
- 森岡里世
- 今川健吾
- 山田奈保
- 水越嗣美
- 西家貴絵
- 小森健人
- 鳴島唯莉
- 一萬田心都
- 大田樹里
- 萩原涼
- 役場萌香

### 業務提携
- 森川圭
- 鈴木大輝
- 長谷川幹

## 歴代所属タレント
- 森岡朋奈
- 永吉明日香
- 岡田愛美
- 三輪晴香
- 住吉真理子
- 森田亜紀
- 二宮和加子
- 和田光沙
- 川村美喜（HitoYasuMi）
- 大村仁望（HitoYasuMi）
- 飯坂泰子（HitoYasuMi）
- 桜まゆみ
- 佐々木昌美
- つつじあゆこ
- 中島舞香
- 高田怜子
- 堀之内良太
- 江島雄基
- 花田裕二郎
- 増田朋弥
- 青山泰菜
- 姥山莉音
- 大迫可菜実
- 黒川芽以
- 迫田孝也
- 浜谷康幸